# یوکموک
یوکموک (به سوئدی: Jokkmokk) یک منطقهٔ مسکونی در سوئد است که در بخش یوکموک واقع شده‌است. یوکموک ۳٫۵۹ کیلومتر مربع مساحت و ۲٬۷۸۶ نفر جمعیت دارد.